# Drosanthemum candens
Drosanthemum candens é uma espécie de planta com flor pertencente à família Aizoaceae. 
A autoridade científica da espécie é (Haw.) Schwantes, tendo sido publicada em Zeitschrift für Sukkulentenkunde. Berlin 3: 30. 1927.
Segundo o Catalogue of Life, não possui subespécies.
Segundo o Euro+Med Plantbase, trata-se de um sinónimo da espécie Drosanthemum floribundum (Haw.) Schwantes.

## Descrição
Trata-se de uma planta suculenta. A espécie é nativa da província do Cabo Oriental na África do Sul e é naturalizada em Portugal e nos estados australianos da Austrália Meridional, Austrália Ocidental e Vitória (Austrália).
É uma planta perene com caules e folhas com pilosidades, que são cilíndricas ou triangular em secção transversão. Têm entre 3 e 15 mm de comprimento e entre 1 a 2,5 mm de largura. As flores têm até 2,5 cm de diâmetro, sendo de cor rosa ou ocasionalmente brancas.

## Portugal
Trata-se de uma espécie presente no território português, nomeadamente em Portugal Continental.
Em termos de naturalidade é introduzida na região atrás indicada.

## Protecção
Não se encontra protegida por legislação portuguesa ou da Comunidade Europeia.